# ATAPI
ATAPI (ang. Advanced Technology Attachment Packet Interface) – interfejs systemowy w komputerach klasy PC przeznaczony do komunikacji z urządzeniami pamięci masowych. ATAPI to de facto rozszerzona wersja standardu ATA, wprowadzająca wiele usprawnień pod kątem obsługi wymiennych mediów. Głównie dotyczy to napędów CD-ROM/DVD/Blu-ray Disc, napędów taśmowych czy też dyskietek o dużych pojemnościach – ZIP, SuperDisk. W wyniku wprowadzonych zmian w standardzie ATA przyjął on nazwę ATA/ATAPI – jednak większość osób posługuje się jego pierwotną, krótszą nazwą.